# 658642 Carreira
658642 Carreira è un asteroide della fascia principale. Scoperto nel 2017, presenta un'orbita caratterizzata da un semiasse maggiore pari a 3,039547 UA e da un'eccentricità di 0,085925, inclinata di 8,273151° rispetto all'eclittica.